# 弓形激波 (空气动力学)

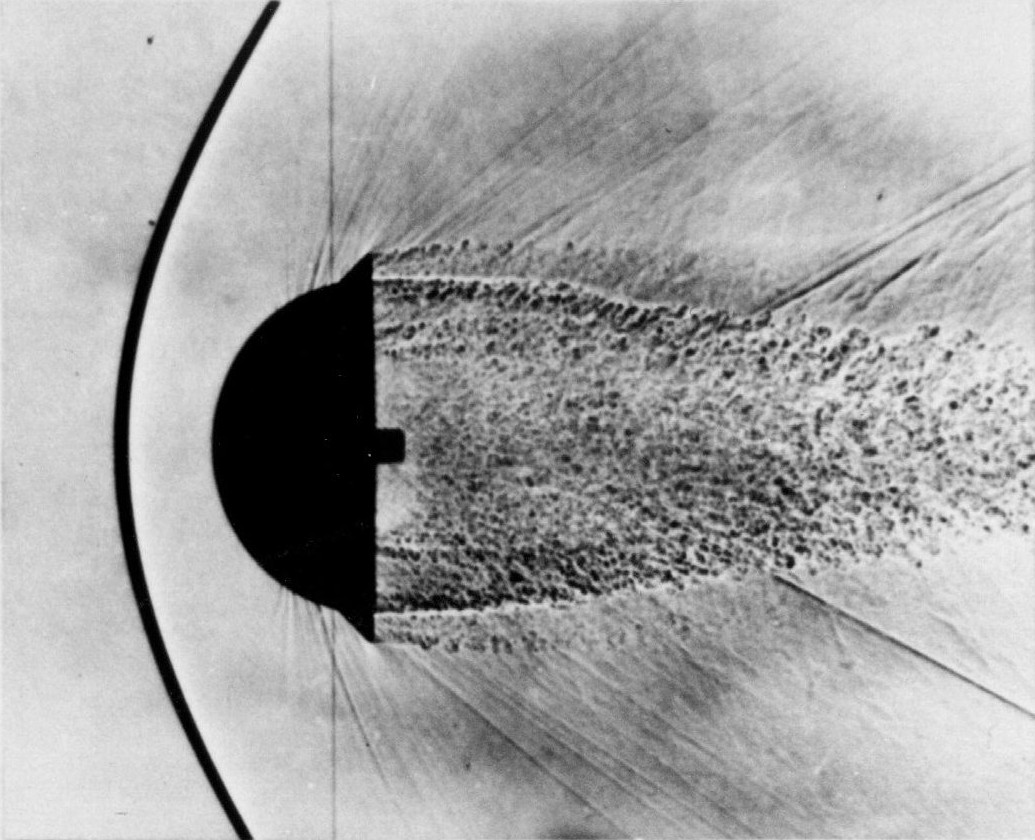
风洞中超音速气流从炮中发射，遇到钝体产生弓形激波。

弓形激波，也称为分离激波或弓激波，是一种弯曲传播的扰动波，其特征是压力、温度和密度等参量突然、不连续的变化。当超音速流遇到一个物体时，就会产生这种现象，在该物体周围，流动的偏向角必需要高于附加斜激波的最大偏向角（参见分离准则 ）。随后，斜激波转变为弯曲的分离激波。弓激波通常在存在高速流动的偏转角时在钝体周围形成，因为钝体对其周围的流动施与了高偏转角。
弓形激波的热力学转化是非等熵的，并且激波的流速将从上游的超音速降低到下游的亚音速。

## 应用
弓形激波显着增加了超音速行驶物体的阻力。
由于返回舱需要大量阻力才能在重返大气层期间减速，弓形激波的这一特性被应用于阿波罗计划等太空任务返回舱的设计。

## 不同激波间关系
与普通激波和斜激波一样，
- 上游静压低于下游静压。
- 上游静态密度低于下游静态密度。
- 上游静态温度低于下游静态温度。
- 上游总压力大于下游总压力。
- 上游总密度低于下游总密度。
- 上游总温度等于下游总温度，因此激波被认为是等焓的。

对于弯曲的激波，激波角度是不同的，因此整个激波前部的强度也不同。因此，激波后部的流速和涡度可以通过克罗科定理计算，该定理独立于任何假设无粘流的 EOS（状态方程）。 